# 穆斯特亞拉鄉

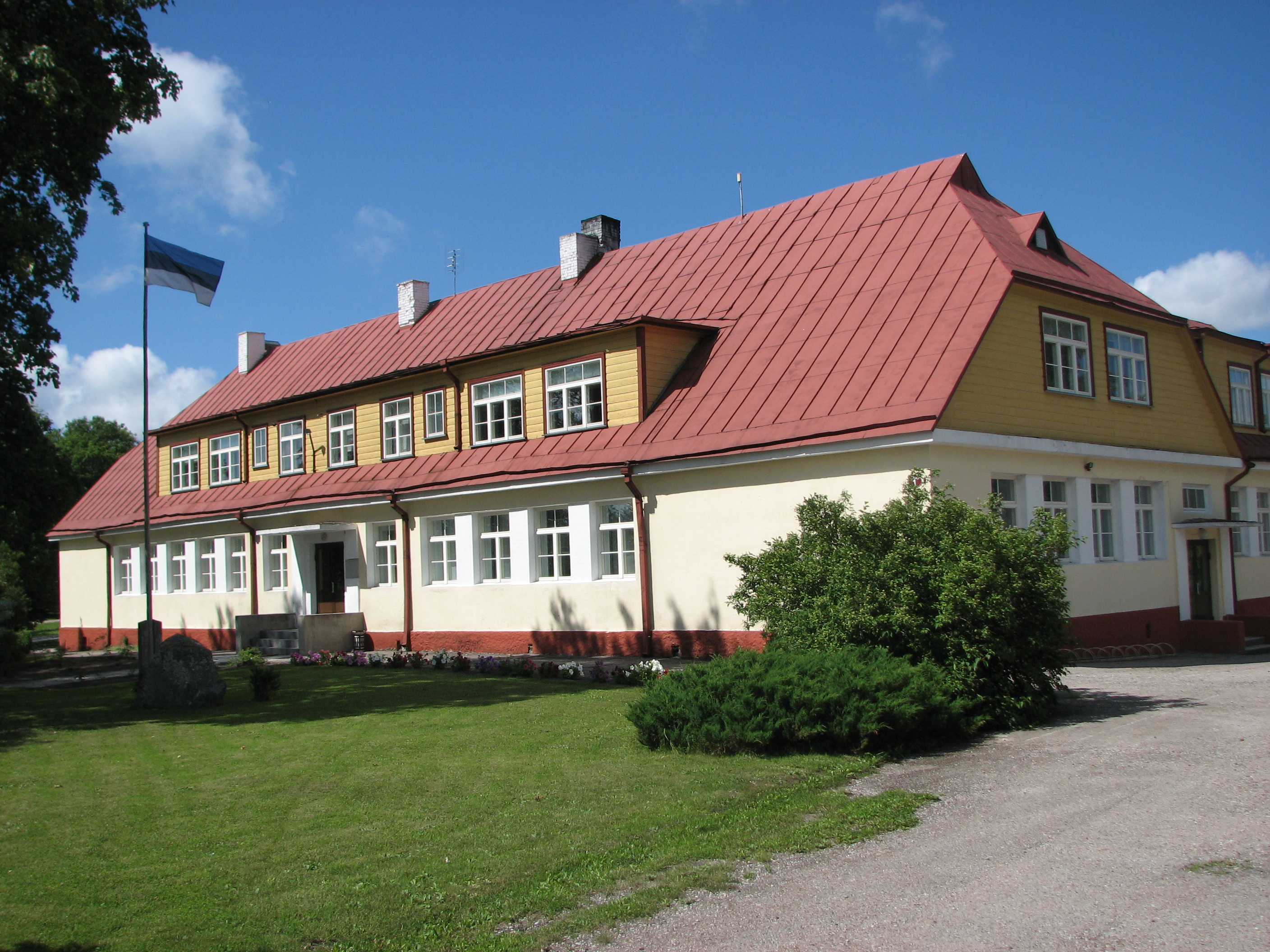
穆斯特亞拉小学

穆斯特亞拉鄉，曾是愛沙尼亞薩雷縣的一個鄉村型市镇，位於該國西部，行政中心設於穆斯特亞拉，面積236平方公里，2009年人口755，人口密度每平方公里3人。
2017年爱沙尼亚行政改革后，包括穆斯特亞拉市镇在内的萨雷马岛上的所有12个市镇合并成萨雷马市镇。
58°28′00″N 22°15′00″E / 58.46667°N 22.25000°E